# Berlin-Borsigwalde

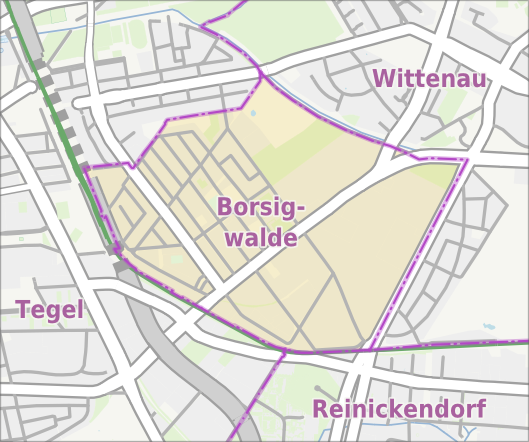
Übersichtskarte Borsigwalde

Borsigwalde ist ein Ortsteil im Berliner Bezirk Reinickendorf. Bis 2012 gehörte Borsigwalde zum Ortsteil Wittenau.

## Lage
Borsigwalde wird westlich und nördlich von Tegel begrenzt, im Südwesten schließt sich der Ortsteil Reinickendorf an. Im Osten bildet der Nordgraben eine geografische Grenze zum historischen Zentrum von Wittenau.

## Geschichte

### Industrialisierung

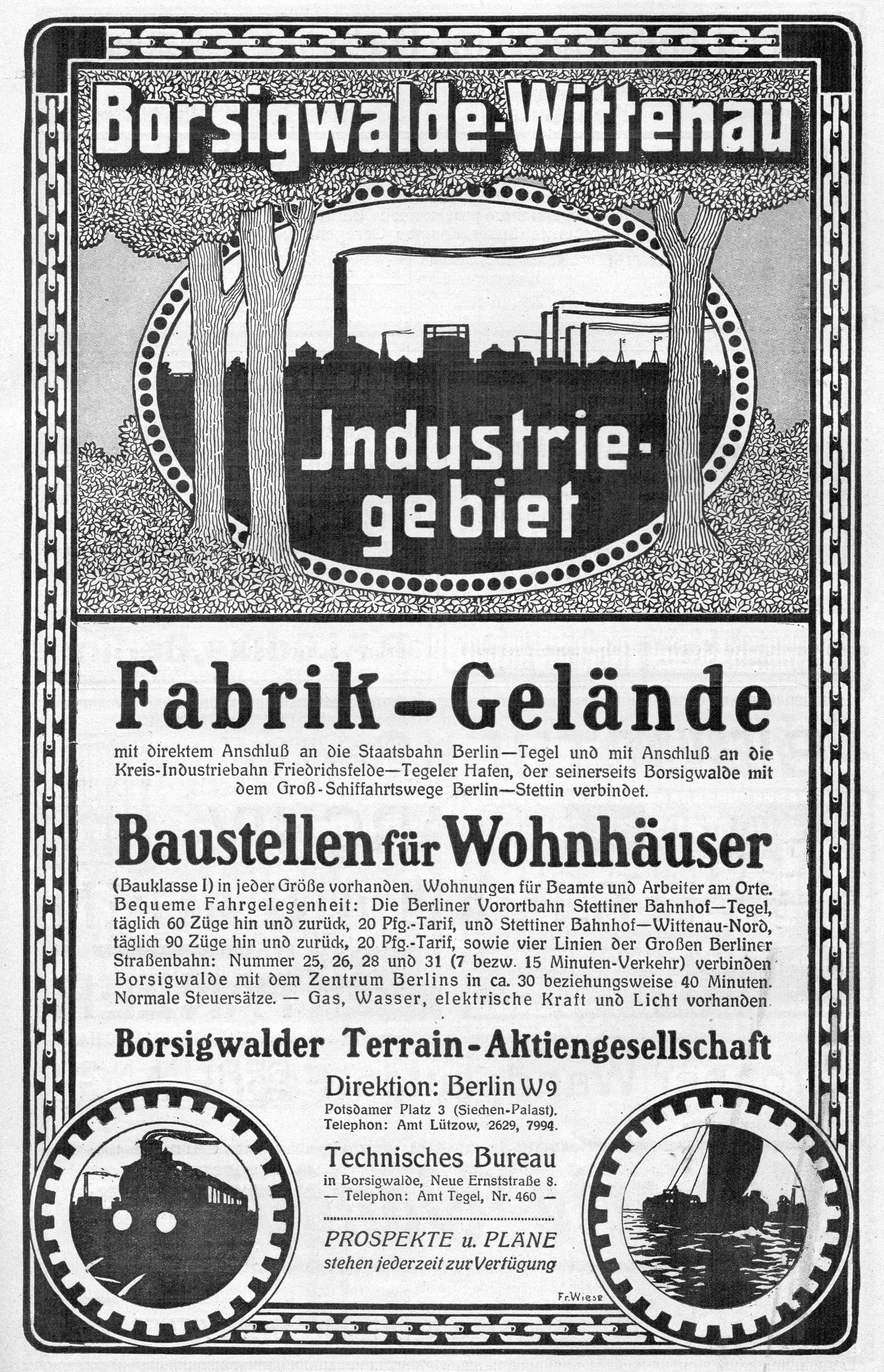
Werbeanzeige der Borsigwalder Terrain-Aktiengesellschaft von 1912

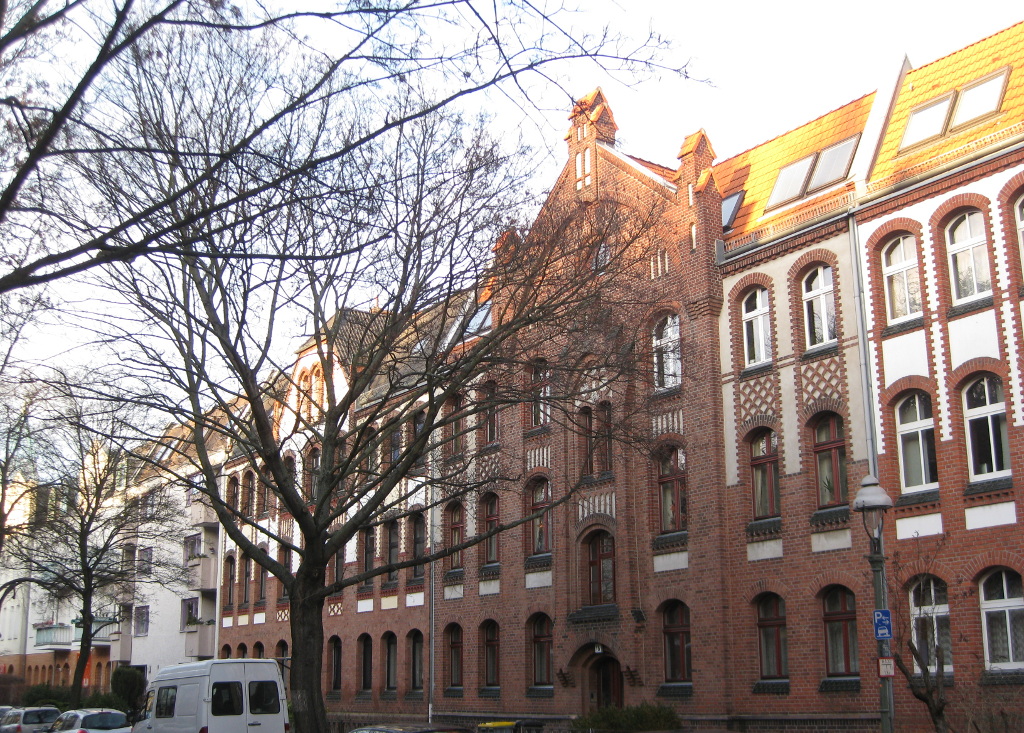
Historische Fassaden entlang der Räuschstraße

Ende des 19. Jahrhunderts verlegte die Firma Borsig ihre Produktion in ein neues Werk in Tegel. Da für die Arbeiter und Angestellten nicht genügend Wohnraum in der Nähe des neuen Werks zur Verfügung stand, sollte eine Werkssiedlung errichtet werden. Dazu wurde zunächst die Terraingesellschaft Tegel mbH gegründet, deren Aufgabe darin bestand, Bauland zu erwerben. Letztendlich kaufte die Terraingesellschaft bis zum Ende des Jahres 1895 eine Fläche von 200 Morgen (rund 51 Hektar) Land von der Gemeinde Dalldorf (dem späteren Wittenau), das bis zu diesem Zeitpunkt als Weidefläche verpachtet war. Die Terraingesellschaft legte dort zunächst ein Straßennetz an und verkaufte das vorbereitete Bauland danach an die Firma Borsig, die in den Folgejahren sowohl selbst als auch durch Baugenossenschaften, an denen sie maßgeblich beteiligt war, Wohnhäuser errichtete. Die ersten Häuser konnten am 1. Oktober 1899 im Bereich der heutigen Holzhauser Straße bezogen werden, bis zum Jahr 1900 wurden die Häuser im Straßenzug Räuschstraße zwischen Holzhauser und Ernststraße errichtet. Dieser Straßenzug ist bis heute komplett erhalten und steht als Bauensemble unter Denkmalschutz.
Die Bauten in Borsigwalde wurden bewusst abweichend von dem Stil der damals üblichen Mietskasernen in der Berliner Innenstadt errichtet. Bis heute lässt sich das an den Fassaden der Häuser nachvollziehen: Als sichtbares Baumaterial wurde roter Backstein und Klinker verwendet, zusätzlich lassen die Verzierungen mit Fachwerkgiebeln und Schnitzereien eine Ähnlichkeit mit der Bürgerhaus-Architektur der Spätgotik und Renaissance entstehen. Als weiterer Kontrast zur Innenstadt wurde auf Seitenflügel und Hinterhäuser verzichtet, stattdessen verfügte jedes Mietshaus über einen eigenen Garten hinter dem Haus.
Obwohl bereits seit 1900 eine Schule vorhanden war (das Gebäude der heutigen Stötzner-Schule), wurde nur ungefähr die Hälfte der Wohnungen in Borsigwalde tatsächlich von Mitarbeitern der Firma Borsig bewohnt. Grund dafür ist nach zeitgenössischen Aufzeichnungen, dass die Arbeiter versuchten, eine zu große Abhängigkeit vom Betrieb zu vermeiden. Dazu kamen die katastrophalen hygienischen Bedingungen: Obwohl in den 80 Häusern bereits zwischen 3000 und 4000 Menschen lebten, gab es weder Wasserleitungen, noch eine Kanalisation. Auch eine Müllabfuhr war nicht vorhanden, was die Zustände noch weiter verschlimmerte; es gab sogar Typhusfälle. Aus diesen Gründen wurde Borsig von Seiten der Mieter mehrfach angezeigt.
Da sich die Einwohner der Werkssiedlung schon früh erfolgreich um einen eigenständigen Namen bemüht hatten, wirkte sich die Zugehörigkeit zu Dalldorf und die damit verbundene Assoziation mit der dortigen Irrenanstalt nicht auf die Entwicklung Borsigwaldes aus. So zog es immer mehr Berliner Unternehmen und Bürger in die Nähe der neuen Borsigwerke, sodass schließlich 1908 die Gemeinde Wittenau in dem Industriegebiet, das den südlichen Teil Borsigwaldes ausmacht, ein Gaswerk, ein Elektrizitätswerk und ein Kanalisationspumpwerk errichten ließ. Auch für das geistliche Wohl der Borsigwalder wurde mit dem Bau eines Pfarrhauses in diesem Jahr gesorgt. die Kirchenkonstruktion aus Holz bestand bis zum Baubeginn der neuen Kirche 1969.

### Die Zeit der Weltkriege
Die immer zahlreicheren Bautätigkeiten führten nicht nur zu steigenden Einwohnerzahlen Borsigwaldes, sondern auch zu steigenden Bodenpreisen, sodass zu Beginn der 1920er Jahre schließlich drei- bis viergeschossige Häuser errichtet wurden, die Mietergärten wurden reduziert oder entfielen sogar komplett. Bereits 1914 wurde das Gebäude der Volksschule in der Sommerfelder Straße fertiggestellt (heute ein Teil der Benjamin-Franklin-Oberschule), nach Beginn des Ersten Weltkriegs diente das Gebäude allerdings zunächst als Kaserne. Erst 1919 wurde das Gebäude schließlich von Schülern bezogen.

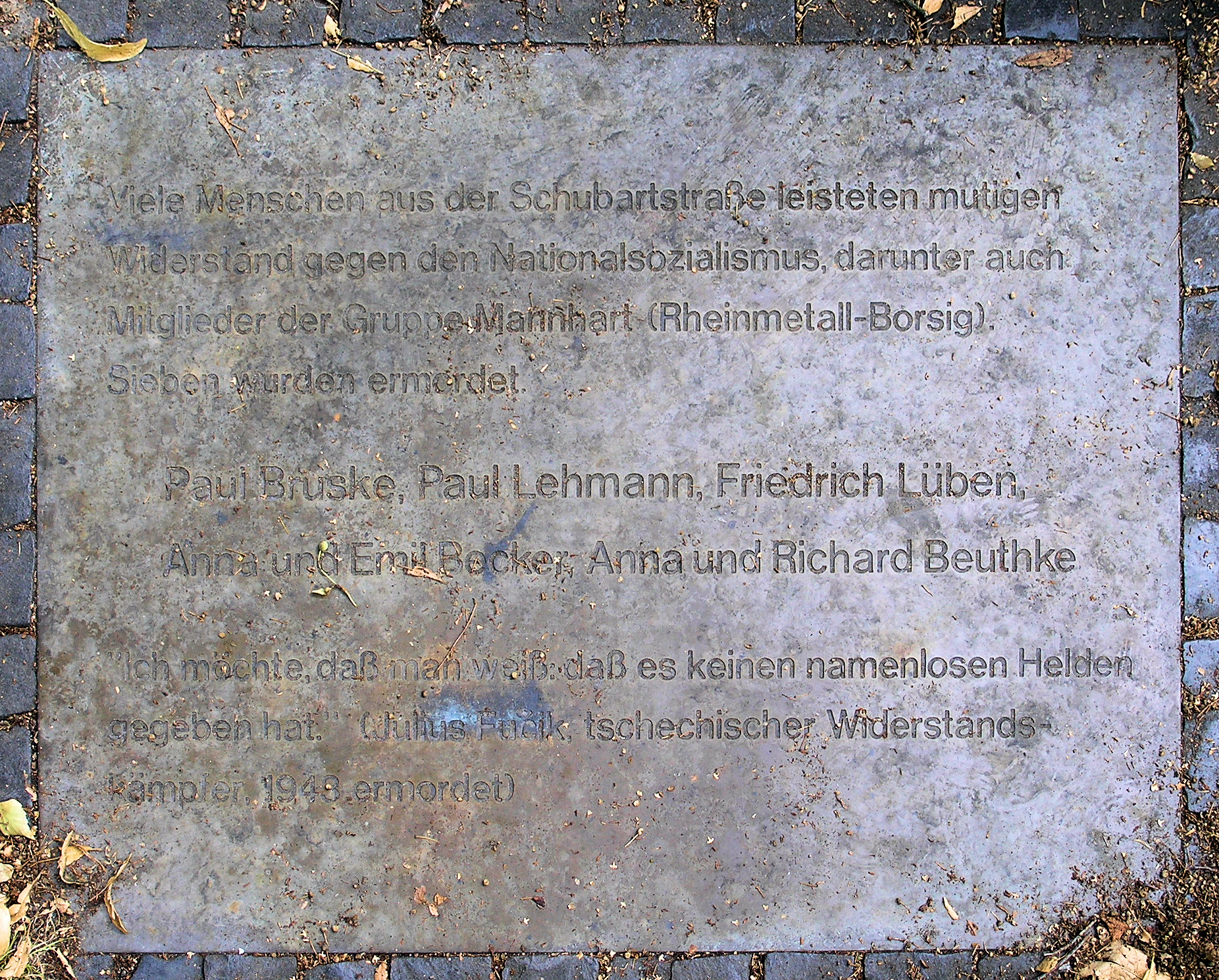
Gedenkplatte für die Mitglieder der Mannhart-Gruppe mit einem Zitat von Julius Fučík

Auf dem Höhepunkt der Weltwirtschaftskrise waren rund 90 Prozent der 6500 Einwohner Borsigwaldes arbeitslos. Das änderte sich nach der „Machtergreifung“ der Nationalsozialisten Anfang 1933: im Zuge der Aufrüstung der Wehrmacht profitierte die Siedlung von der zwischen Eichborndamm und Holzhauser Straße in den 1930er Jahren angesiedelten Metall- und Rüstungsindustrie. Unternehmen wie Krupp, Alkett oder die Dürener Metallwerke produzierten dort in direkter Nähe zu den Deutsche Waffen- und Munitionsfabriken. Der vermehrte Zuzug von katholischen Arbeitern aus dem Rheinland führte zur Gründung einer eigenen Kirchengemeinde in der Räuschstraße. Mit der Gebietsreform von 1938 wurden nicht nur die Bezirksgrenzen verschoben, auch der Verlauf der Ortsteilgrenzen wurde geändert. So kommt es, dass der Russisch-orthodoxe Friedhof heute zum Ortsteil Tegel statt zu Borsigwalde zählt. Auf diesem Friedhof finden sich denn auch Sammelgräber, in denen die verstorbenen Kinder der russischen Zwangsarbeiterinnen aus den Lagern in Borsigwalde und Tegel-Süd beerdigt sind. Vor der Schubartstraße 55 erinnert heute eine Gedenktafel an sieben Mitglieder der Gruppe Mannhart um Max Klesse, die den von ihnen organisierten Widerstand bei Rheinmetall-Borsig mit dem Leben bezahlen mussten.

### Besatzung und Kalter Krieg
Zusätzlich zu den Schäden durch den Luftkrieg musste Borsigwalde nach Kriegsende auch die Demontage eines Großteils seiner Industrie verkraften. Nicht nur die Werke des ehemaligen Hauptarbeitgebers Rheinmetall-Borsig in Tegel, auch die Alkett-Werke an der Breitenbachstraße wurden demontiert, sowohl von den sowjetischen als auch von den französischen Truppen. Die Berlin-Blockade trug dazu bei, dass erst für die Zeit ab 1953 ein wirtschaftlicher Aufschwung verzeichnet werden konnte. Industrieller Schwerpunkt in Borsigwalde blieb das Gewerbegebiet im Süden, Unternehmen wie Waggon-Union produzierten hier bis in die 1990er Jahre. Der wirtschaftliche Aufschwung zeigte sich auch in diversen Bautätigkeiten, so wurde die Kirche Allerheiligen der katholischen Gemeinde in der Räuschstraße 1955 eingeweiht, der Neubau der evangelischen Gemeinde in der Tietzstraße wurde erst 1970 fertiggestellt. Aber nicht nur die öffentlichen-rechtlichen Kirchen investierten in Borsigwalde, auch die öffentliche Hand: Dem Neubau eines Jugendclubs in der Tietzstraße 1964 folgte am 19. August 1974 die Einweihung der Borsigwalder Grundschule an der Miraustraße. Bis zu diesem Zeitpunkt teilten sich die Grundschüler das Gebäude an der Sommerfelder Straße mit den Schülern der Oberschule, die seit dem 9. November 1967 den Namen von Benjamin Franklin trägt. In direkter Nachbarschaft zur neuen Grundschule wurde 1986 die Toulouse-Lautrec-Schule eröffnet, die schon in der Planungsphase die Anforderungen von körperbehinderten Schülern berücksichtigte. Bereits 1985 wurde der Neubau des Humboldt-Krankenhauses auf dem Gelände östlich der beiden Schulen eröffnet.

### Nach der Wiedervereinigung

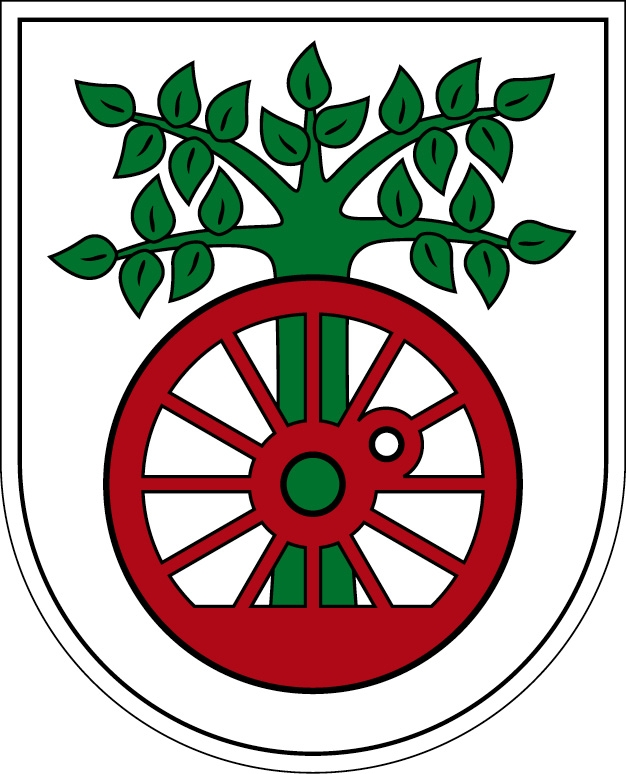
Wappen von Borsigwalde

Die Abwanderung der Berliner Industrie spürte auch Borsigwalde, mittlerweile kann hier aber auf erfolgreiche Industrie- und Gewerbeansiedlungen verwiesen werden. 1992 wurde der Neubau der Maschinenbau-Firma Korsch AG eingeweiht, seit 1996 befindet sich auf dem ehemaligen Industriegelände an der nördlichen Miraustraße eine Indoor-Kartbahn. Das ehemalige Gelände der Waggon-Union wurde seit 1997 in einen Gewerbepark umgewandelt, die Vermarktung der Flächen erfolgte zunächst unter dem Namen Factory Village, heute als Holzhauser Markt. 2000 erweiterte der bereits seit 1984 in Borsigwalde ansässige mittelständische Fleisch- und Wurstwarenhersteller mago Kohn & Kempkes seine Produktionsflächen, seit 2005 existiert in der denkmalgeschützten RABOMA-Maschinenfabrik eine Filiale von Toys “Я” Us. Aber auch die klassische Industrie ist weiterhin in Borsigwalde vertreten, international bekannt sind Namen wie Novelis und Linde AG.
Infolge eines Beschlusses der Reinickendorfer Bezirksverordnetenversammlung vom 14. März 2012 erklärte das Bezirksamt am 24. April 2012 die Ortslage Borsigwalde zum 11. Ortsteil des Bezirks, am 18. Mai 2012 wurde der Beschluss im Amtsblatt verkündet. Das auf Basis eines Ideenaufrufs ausgewählte Ortsteilwappen wurde mit Wirkung zum 20. November 2012 festgelegt.

## Bevölkerung
| Jahr | Einwohner |
| ---- | --------- |
| 2012 | 6.404     |
| 2015 | 6.542     |
| 2020 | 6.769     |
| 2021 | 6.749     |
| 2022 | 6.911     |
| 2023 | 6.899     |
| 2024 | 7.101     |

Quelle: Statistischer Bericht A I 5. Einwohnerregisterstatistik Berlin. Bestand – Grunddaten. 31. Dezember. Amt für Statistik Berlin-Brandenburg (jeweilige Jahre)

## Verkehr
Die Buslinie 125 durch den historischen Kern von Borsigwalde verbindet den Ortsteil direkt mit Tegel und dem dortigen S-Bahnhof, der Expressbus X33 verbindet Borsigwalde mit den Bahnhöfen Wittenau und Spandau. Der U-Bahnhof Borsigwerke der Linie U6 kann über eine Fußgängerbrücke erreicht werden.
Borsigwalde grenzt im Westen an die Kremmener Bahn, die von der S-Bahn-Linie S25 befahren wird. Im Zuge der nächsten Ausbaustufe des Streckenabschnitts zwischen Schönholz und Tegel ist für Borsigwalde die Errichtung eines neuen Haltepunktes an der Holzhauser Straße vorgesehen.

## Persönlichkeiten
- Günter Zemla (1921–2000), Lehrer und Politiker (CDU), von 1960 bis 1965 und ab 1973 Ortsvorsitzender der CDU Borsigwalde
- Detlef Dzembritzki (* 1943), Politiker (SPD), besuchte die Vorgängerschule der heutigen Benjamin-Franklin-Oberschule[33]
- Frank Balzer (* 1964), Politiker (CDU), Bezirksbürgermeister von Reinickendorf, wuchs in Borsigwalde auf[34]

## Schulen
- Toulouse-Lautrec-Schule, Miraustraße 120–126
- Borsigwalder Grundschule, Miraustraße 100
- Stötzner-Schule für Lernbehinderte, Tietzstraße 26
- Benjamin-Franklin-Schule (Integrierte Sekundarschule), Sommerfelder Straße 5–7